# حميمق طويل الساقين
الحُمَيْمِق طويل الساقين أو السقاوة طويلة الساقين أو الحوام الطويل الساقين أو ببساطة الحُمَيْمِق أو السقاوة أو الصقر الجراح (مع العلم أنه ليس صقرًا) (الاسم العلمي: Buteo rufinus) هي من الطيور الجارحة الملونة وينتمي إلى فصيلة البازية. تعيش في السهول، والأماكن الصحراوية والمناطق الخالية من الأشجار وذلك في عدة مناطق في أوراسيا وأفريقيا.

## مناطق تواجدها
- تتواجد طيور الحميمق في كل من أوروبا الجنوب الشرقية وكل من إيران وشمال العراق ومعظم أنحاء دمشق وجنوب السعودية وأجزاء من ليبيا وتونس والمغرب ومعظم أنحاء الجزائر على حافة الأطلس التلي شمالاً و تصل حتى إلى سهل ميزاب والهقار.
- بينما تزور هذه الطيور أنخاء من الهند وشرق أفريقيا الوسطى شتاء.

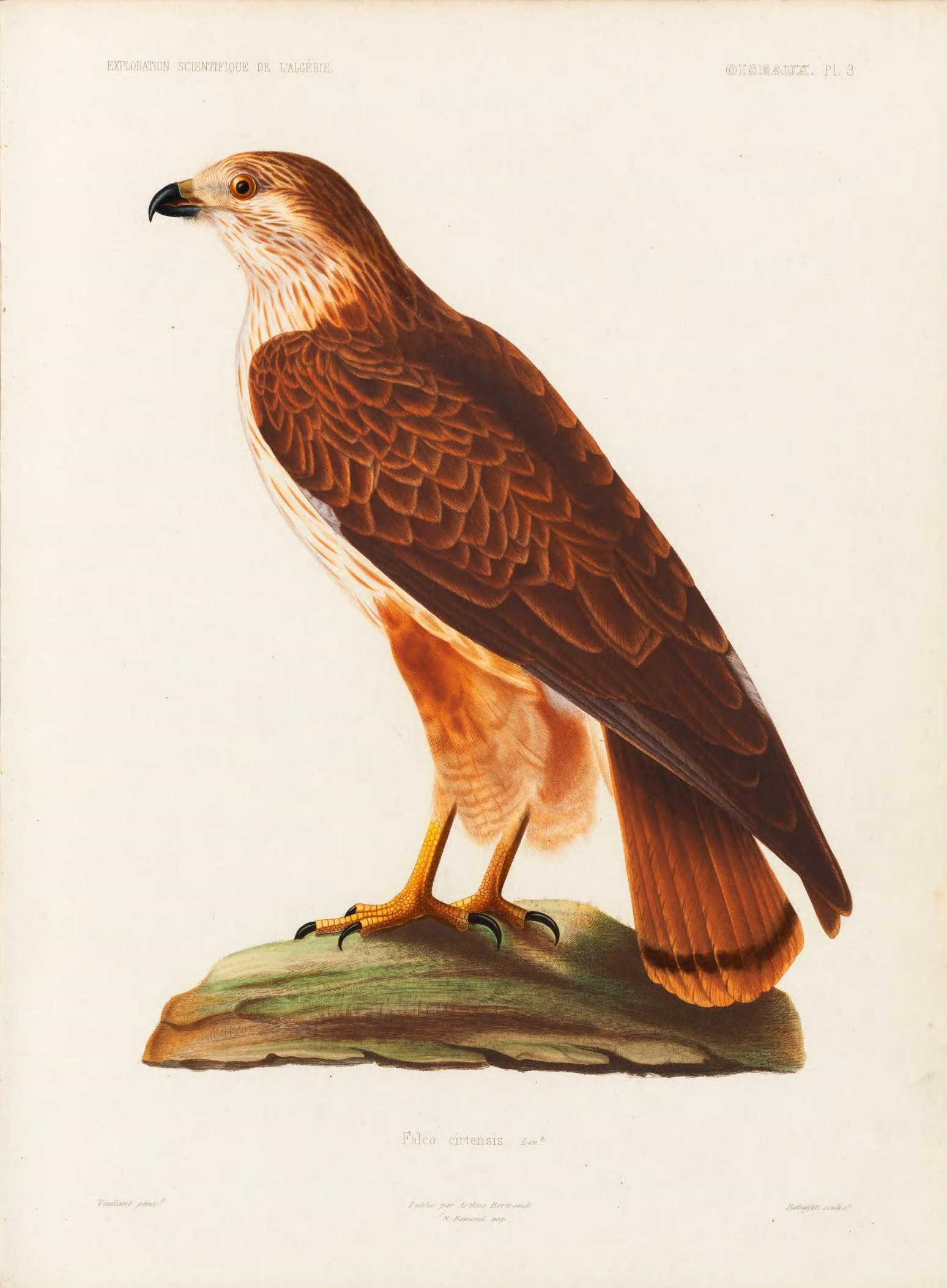
رسم توضيحي لصقر جراح (Buteo rufinus cirtensis)، الجزائر

## الغذاء
تأكل هذه الطيور كل الثدييات الصغيرة والزواحف و الحشرات .

## التكاثر
تضع أنثى الحميمق 1-6 بيضات في أواخر شباط / فبراير إلى أيار / مايو.

## روابط خارجية
- Buteo rufinus dans Ciconiiformes  (إنجليزي).
- avibase (إنجليزي + فرنسي).
- NCBI.